# Peltop muntanyenc
El peltop muntanyenc (Peltops montanus) és una espècie d'ocell de la família dels artàmids.

## Hàbitat i distribució
Viu sobre grans arbres a la vora del bosc de les muntanyes de Nova Guinea.